# 日本eラーニングコンソシアム
特定非営利活動法人日本eラーニングコンソシアム（略称：eLC、呼称：「エルク」）は、2001年に設立した国内最大のeラーニング関連NPO法人である。

## 概要
企業内学習、学校教育や生涯学習に、インターネットなどの情報通信技術を幅広く適用して、従来からの教育内容や枠組みにとどまらない、より成果のある高度な学習環境、学習プログラムの実践を支援。
国内外の関係団体との連携による情報交換、広範な人脈の活用により、国際化社会、知識情報化社会が必要とするスピードと耐用性に富んだ人材を育成し、多くの人が効果的かつ効率的に学習できる社会の実現に寄与することを目的として活動している。
事務局は、東京都中央区日本橋小伝馬町16-5　新日本橋長岡ビル2F。会長は小松秀圀。

## 沿革
- 1996年11月　TBTコンソシアム（前身団体）設立
- 2001年 4月　日本イーラーニングコンソシアム設立
- 2001年 8月　東京都より特定非営利活動法人として認証
- 2001年10月　特定非営利活動法人日本イーラーニングコンソシアム設立

## 活動主旨
- eラーニング関連情報の取得・調査・研究および提供
- eラーニングのユーザーと事業者の方々への啓蒙活動、教育プログラムの開発と教育実践
- eラーニング・システムおよびコンテンツに関する標準化技術の研究と標準化推進

## 事業内容
- 調査事業
- 研究開発事業
- 教育事業
- 認定事業
- 交流・提言事業
- 普及・啓蒙事業

## eLPプロフェッショナル資格制度
eLCが2007年度から開始した「eラーニング・プロフェッショナル」資格制度。企業・高等教育機関・公共機関において、ICTを活用した教育研修プログラム（e-Learning)を導入・活用する際に必要な戦略策定や、導入の企画・設計・開発・運用・評価をする知識、スキルを持つeラーニング専門家を育成し、資格認定するものである。当資格は、資格体系における基礎部分となる「eLPベーシック」をはじめとし、「マネージャー」「エキスパート」「チューター」「コンサルタント」「ラーニングデザイナー」「コンテンツクリエーター」「SCORM技術者」の専門7職種及びさらに上位の「eLPシニア」「eLPマイスター」で構成されている。